# Трипільська трагедія (фільм)
«Трипільська трагедія» — український радянський художній фільм-драма режисера Олександра Анощенка-Анода, знятий в 1925 році.

## Сюжет
Фільм про загибель комсомольського загону особливого призначення під час громадянської війни в Україні (село Трипілля під Києвом). В основу фільму було покладено однойменна реальна подія громадянської війни.  У 1919 році під час денікінського наступу активізували свої дії повстанці отамана Зеленого, які очолили повстання проти більшовиків. З одним їх загоном зіткнулися київські комсомольці. Зелені оточили їх, притиснули до берега Дніпра і знищили.

## У ролях
- Євгенія Петрова —  Катруся

Степан Борисов - Петро
- Борис Безгін —  секретар райкому комсомолу
- Віра Данилевич —  комсомолка
- Варвара Криворучко —  комсомолка
- Володимир Шаховськой —  піп села Трипілля
- Георгій Астаф'єв —  семінарист Данило, отаман зелених повстанців, які боролися проти більшовиків
- Олександр Тімонтаєв —  член зелених повстанців  на чолі з отаманом Зеленим, які боролися проти більшовиків
- Євген Тимофєєв —  комсомолець Ратманський

## Знімальна група
- Режисер: Олександр Анощенко-Анод
- Сценарист: Григорій Епік
- Оператор: Володимир Лемке
- Художник: Роберт Шарфенберг